# Diocèse de Jiading
Le diocèse de Jiading (en latin: Diocoesis Chiatimensis, autrefois appelé diocèse de Kia-ting) est un diocèse de l'Église catholique au Sichuan, suffragant de l'archidiocèse de Chongqing, dont le siège est à Jiading dans le Sichuan.

## Historique

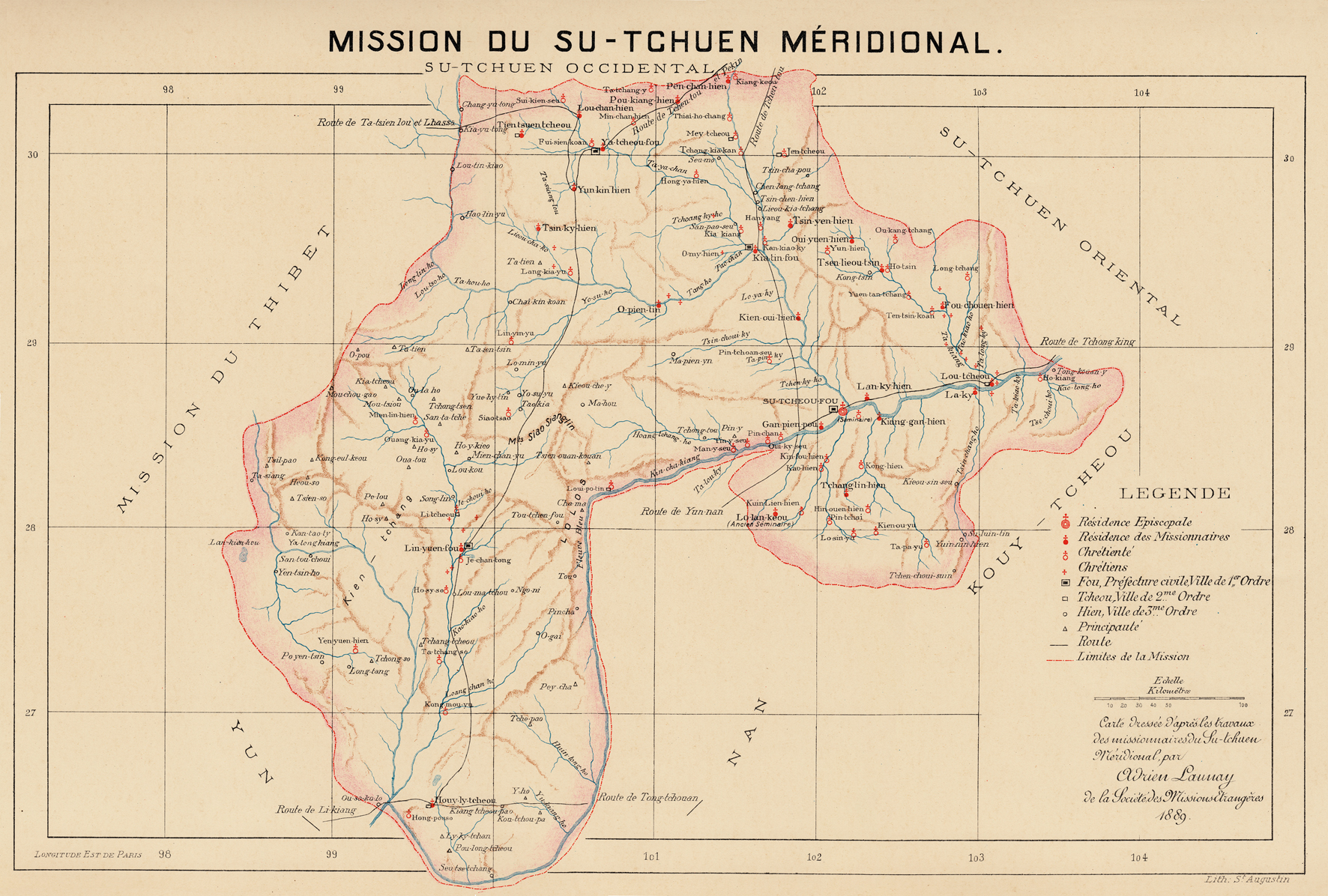
Carte dressée d'après les travaux des missionnaires du Su-tchuen méridional, par Adrien Launay, 1889.

- 10 juillet 1929: création de la préfecture apostolique de Yazhou (Ya-tchéou ou Ya-tcheou-fou), détachée du vicariat apostolique de Suifu (Soui-fou ou Su-tcheou-fou).
- 3 mars 1933: promu au statut de vicariat apostolique
- 9 février 1938: renommé vicariat apostolique de Jiading (Kia-ting ou Kia-tin-fou)
- 11 avril 1946: promu au statut de diocèse par la bulle Quotidie Nos de Pie XII[1].

## Évêques
- Matthieu Ly Lun-ho (aujourd'hui Li Rong-zhao): 22 octobre 1929 - 4 août 1935
- Fabien Yu Teh-guen (Yu Yu-wen): 7 juillet 1936 - 1943
- Paul Teng Chi-chou (Deng Ji-zhou): 9 juin 1949 - 10 août 1990

## Cathédrale
Cathédrale du Sacré-Cœur de Jiading

## Statistiques
En 1950, le diocèse comptait 2 645 000 habitants.